# Wadera (powieść)
Wadera – powieść przygodowa autorstwa polskiego pisarza Piotra Kordy. Po raz pierwszy wydana w 1968 roku nakładem wydawnictwa „Nasza Księgarnia”, później kilkukrotnie wznawiana. Zawiera czarno-białe ilustracje wykonane przez Stanisława Rozwadowskiego (1923-1996).
Akcja książki rozgrywa się kilkanaście tysięcy lat temu i pokazuje próbę udomowienia przodka psa przez człowieka. Opowiada o ich wspólnych przygodach nad Wielką Rzeką i dzikich zboczach Głębokiego Jaru. 